# Jochen Meißner
Jochen Meißner (født 8. maj 1943 i Stuttgart, Tyskland) er en tysk tidligere roer.
Meißner vandt sølv i singlesculler ved OL 1968 i Mexico City, hvor han i finalen blev besejret af hollænderen Jan Wienese. Han deltog også ved OL 1972 i München i disciplinen dobbeltsculler.
Meißner blev europamester i singlesculler i 1965 og vandt VM-sølv i disciplinen i 1966.

## OL-medaljer
- 1968:  Sølv i singlesculler